# Realverkehr
Unter Realverkehr verstehen die Verkehrswissenschaften im Gegensatz zum Spielverkehr und zum computergenerierten Simulationsverkehr das im öffentlichen Verkehrsraum stattfindende Verkehrsgeschehen.

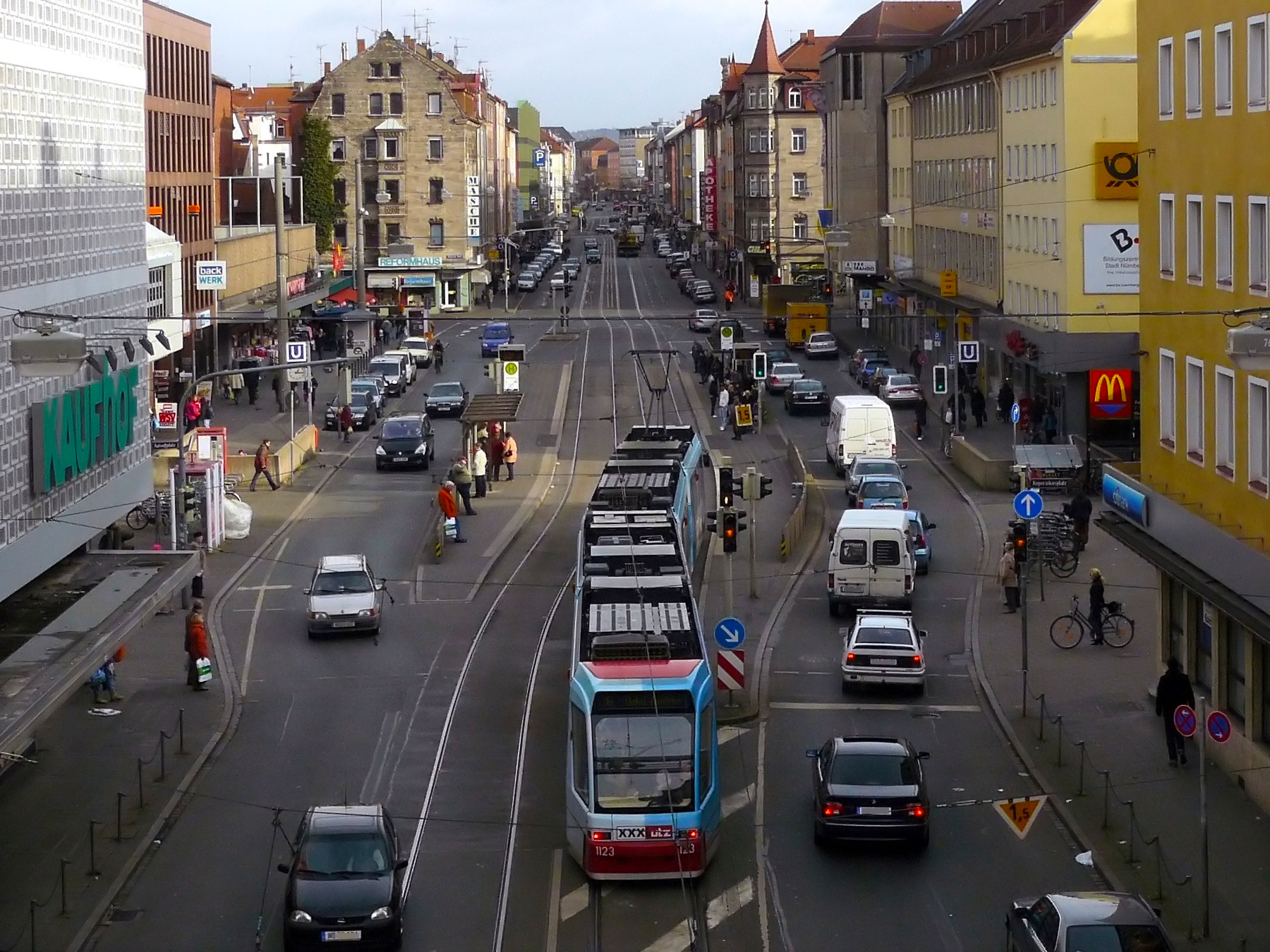
Realverkehr (Nürnberg 2008)

## Begriff
Realverkehr ist der unter den Bedingungen der Straßenverkehrsordnung in öffentlichen Verkehrsräumen ablaufende Straßenverkehr. Er spielt sich als alltägliche Ortsveränderung in der gefahrenträchtigen Situation des Berufs-, Alltags-, Ferien- oder Wochenendverkehrs ab. 
Im Gegensatz dazu sind der Spielverkehr und der Simulationsverkehr dadurch gekennzeichnet, dass sie die Wirklichkeit des Verkehrslebens nur abbilden, dass sie Verkehrsbewegungen in Schonräumen simulieren und dabei vergnüglichen und/oder didaktischen Zielsetzungen folgen. 
Der Realverkehr  präsentiert sich mit echten Verkehrsmitteln des Alltags, mit tatsächlichen, für den Verkehrsbetrieb zugelassenen, Menschen und Waren befördernden Fahrrädern, Kraftfahrzeugen, Linienbussen, Straßenbahnen oder Lastzügen. Beim Spielverkehr werden in der Regel Spielfahrzeuge als Bewegungs- und Transportmittel eingesetzt und bei der Computersimulation kommen ausschließlich digitale Verkehrsmittel ins Spiel.

## Progressive Nutzung
Die Teilnahme am Realverkehr bedarf einer Einweisung durch mit ihm bereits vertraute Personen. Sie soll nach dem Willen des Gesetzgebers durch die den Erziehungsberechtigten als Elternpflicht auferlegte und von Institutionen wie der Schule, der Polizei oder der Verkehrswacht professionell betriebene Verkehrserziehung mehr oder weniger flächendeckend von der frühen Kindheit bis zum Seniorenalter sichergestellt werden. Ist sie bei Kindern, Jugendlichen, Fahrschülern, - lehrplanverankert bzw. gesetzlich angeordnet -, noch verpflichtend, so wird das Auffrischen der Verkehrskompetenz mit zunehmendem Alter der Einsicht der Erwachsenen überantwortet. Der aktuelle Status des Einzelnen lässt sich über verschiedene Methoden objektiv feststellen: „Insgesamt sind Fahrverhaltensbeobachtungen im Realverkehr und im Fahrsimulator gleichermaßen wichtige und zum Teil komplementäre Methoden, um das Fahrverhalten älterer Autofahrer zu erfassen.“
Die sichere Beteiligung am Realverkehr erfordert je nach Beteiligungsform und Wahl des Verkehrsmittels einen systematischen Lernprozess, der spätestens zum Schuleintritt mit der Fußgängerausbildung einsetzen sollte. Im dritten bis vierten Schuljahr sind eine Radfahrausbildung und eine nachfolgende Radfahrprüfung vorgesehen. Die Verkehrsdidaktik geleitet die Lernenden auf jeder Lernstufe behutsam von der Spielrealität über die Schonraumrealität zur Verkehrsrealität: „Verkehrsrealität ist Erwachsenenwelt. Kinderwelt ist Spielrealität. Verkehrserziehung will zwischen beiden Welten eine Brücke schlagen und arbeitet daher unter Verwendung eines Brückengliedes in drei ‚Realitäten’: Im sogenannten ‚Spielraum’ (in dem das Kind abgeholt wird), im ‚Simulationsraum’ (wo ein gefahrenentschärftes Training absolviert wird) und im ‚Realraum’ (wo die Verkehrssicherheit sich bewähren muss).“ Die motorisierte Teilnahme am Realverkehr stellt weitere Anforderungen an die sittliche Verkehrsreife sowie an Wissen und Können, wofür entwicklungsbedingt Altersgrenzen gesetzt sind und der Erwerb entsprechender Lizenzen nachgewiesen werden muss.